# Par la faute de M. de Balzac
Par la faute de M. de Balzac est une nouvelle d'André Maurois publiée pour la première fois en 1923 chez Frédéric Paillart, puis en 1926 au sein du recueil Meïpe ou la Délivrance avant d'être définitivement incluse au sein des Mondes imaginaires en 1929.

## Résumé
Au cours d'une discussion de salon sur l'influence des écrivains sur les hommes de leur temps, un ancien normalien nommé Renaud en vient à évoquer l'un de ses anciens camarades nommé Lecadieu, rencontré au sein de cette institution. Celui-ci, aussi brillant et ambitieux que pauvre et laid, était néanmoins déterminé à s'assurer une position dans le monde, tel Julien Sorel, par la fréquentation de femmes de la haute société. Devenu le précepteur des enfants du ministre Trélivan, dont il entreprend de séduire l'épouse à laquelle on prête des amants. Après s'être finalement confessé sans succès et étant sur le point de quitter la maison, Lecadieu se surprend à constater les similarités de sa situation avec celle du protagoniste de La Femme abandonnée d'Honoré de Balzac, où un jeune homme, d'abord congédié par la femme qu'il désire séduire, trouve un prétexte pour revenir sur ses pas et en achève la conquête ; s'étant décidé à l'imiter, Lecadieu fait lui aussi demi-tour et parvient à devenir l'amant de Mme Trélivan.
Cependant cette liaison ne reste pas secrète très longtemps, et Lecadieu est rapidement convoqué par le ministre qui lui révèle avoir en sa possession des lettres que le jeune homme a eu l'imprudence d'écrire à sa femme : loin d'être furieux, Trélivan voit en cette aventure, qu'il a selon toute vraisemblance favorisée, le moyen de se débarrasser sans trop d'efforts d'une épouse qu'il n'aime plus et de se remarier ; aussi ordonne-t-il à Lecadieu de partir avec sa maîtresse pour une ville de province dans le lycée duquel il a pu sans difficulté lui obtenir un poste de professeur. Celui-ci, amoureux et conscient que refuser serait se faire un ennemi particulièrement dangereux, accepte.
Une quarantaine d'années plus tard, alors que Renaud est de passage dans cette ville, il y recroise Lecadieu qui a mené jusqu'au bout une carrière certes honorable de professeur de lycée mais bien en deçà de ses aspirations de jeunesse et dont l'épouse est morte l'année précédente ; lors de ces retrouvailles, le narrateur est abasourdi par la vacuité des propos de celui qu'il considérait, à une époque, comme le plus brillant de ses camarades : pleurant la perte du Rastignac de sa jeunesse, il conclut en ces termes : « M. de Balzac avait achevé son homme. »

## Éditions

### Éditions francophones
- André Maurois, Par la faute de M. de Balzac, Amiens, imprimerie de Frédéric Paillart, coll. « Les Amis d'Édouard », n° 56, 1923 (réédition en 1928), 54 p.[1]

- André Maurois, Meïpe ou la Délivrance, Paris, Bernard Grasset, 1926, 224 p.[2]
- André Maurois, Meïpe ou la Délivrance, bois originaux de Emmanuel Poirier, Paris, V. Ferenczi et fils, coll. « Le livre moderne illustré », 1927, 158 p.[3]
- André Maurois, Les Mondes imaginaires, Paris, Bernard Grasset, 1929 (réédition en 1930), 251 p.[4]
- André Maurois, Œuvres complètes : Les Mondes impossibles - Les Mondes imaginaires - Tu ne commettras point d'adultère, t.  VII, bois de Louis Jou, Paris, Grasset, 1951[5].

### Traductions
- André Maurois, Mape, traduction anglaise d'Eric Sutton avec quatre gravures de Constance Grant, Londres, John Lane et The Bodley Head, 1926.
- André Maurois, Mape : The World of Illusion. Goethe, Balzac, Mrs. Siddons, New York, D. Appleton, 1926.